# Наполитано, Джорджо
Джо́рджо Наполита́но (итал. Giorgio Napolitano; 29 июня 1925, Неаполь, Королевство Италия — 22 сентября 2023, Рим, Италия) — итальянский государственный политический и общественный деятель, Пожизненный сенатор Италии с 2005 по 2006 год и с 2015 до своей смерти в 2023 году.
С 2006 по 2015 год — 11-й президент Италии, являлся одним из самых пожилых действующих руководителей государства в мире. С 1996 по 1998 год — министр внутренних дел Италии, с 1992 по 1994 год — Председатель Палаты депутатов Италии. Последний итальянский Президент — ветеран Второй мировой войны.

## Биография

### Ранние годы
Родился 29 июня 1925 года в Неаполе. В 1942 году поступил на юридический факультет Неаполитанского университета имени Фридриха II, сотрудничал в журнале университетской фашистской группы (GUF) IX maggio, в котором занимался театральной и кинематографической критикой (в своих мемуарах 2005 года Наполитано утверждал, что в действительности эта группа сплотила антифашистски настроенных интеллектуалов). В 1942 году в качестве корреспондента Наполитано присутствовал на 10-м Венецианском кинофестивале. В 2010 году он стал первым президентом Италии, принявшим участие в официальном открытии Венецианского кинофестиваля (67-го), и накануне церемонии, на вечере памяти актёра Витторио Гассмана, вспомнил их первую встречу на кинофестивале в 1942 году.
В 1944 году Наполитано установил контакт с неаполитанской организацией коммунистов, возглавляемой Марио Палермо и Маурицио Валенци.

### Партийная карьера
В 1945 году вступил в Итальянскую коммунистическую партию, являлся секретарём отделения ИКП в Казерте (1951—1957), секретарём организации ИКП в Неаполе (1962—1966). В 1956 году вошёл в Центральный комитет партии, в 1963 — в Правление (Direzione), с 1966 по 1969 год входил в Секретариат. С 1975 по 1979 год отвечал за экономическую политику ИКП, с 1986 по 1989 год — за международные связи, а затем вплоть до 1992 года состоял министром иностранных дел теневого правительства компартии, а после её самороспуска — Демократической партии левых сил. Был активным сторонником «итальянского пути к социализму» и еврокоммунизма. После роспуска ИКП участвовал в трансформации структуры компартии в ДПЛС, а затем — в партию Левых демократов.
После подавления советскими войсками Венгерского восстания 1956 года Наполитано, возглавлявший в тот период комитет по проблемам Юга Италии в ЦК компартии, вступил в полемику с Антонио Джолитти (внуком известного государственного деятеля Джованни Джолитти), который в знак протеста против поддержки руководством ИКП советской политики вышел из партии. В частности, Наполитано заявил, что действия СССР помогли Венгрии избежать хаоса и торжества контрреволюции, а также способствовали сохранению мира во всём мире.

### В итальянском парламенте
С 1953 по 1963 и с 1968 по 1992 год состоял в коммунистической фракции Палаты депутатов итальянского парламента (с 1981 по 1987 год в парламенте VIII и IX созывов возглавлял фракцию), в 1992—1994 годах в парламенте XI созыва — во фракции ДПЛС, в 1994—1996 годах в парламенте XII созыва — во фракции прогрессистов-федералистов (Progressisti-Federativo). В 1992—1994 годах был председателем палаты. 29 июня 1955 года Наполитано возглавил в Казерте несанкционированную манифестацию коммунистов численностью около 500 человек, в том числе вооружённых деревянными палками, под лозунгами в поддержку провозглашённой парламентом в 1950 году аграрной реформы, ход которой тормозился в консервативно настроенной провинции Казерта. Шествие началось у штаб-квартиры местного отделения Национальной ассоциации партизан Италии (ANPI), сопровождалось стычками с полицией и завершилось у здания квестуры (провинциального управления полиции). Наполитано лично вошёл в кабинет квестора и обвинил его подчинённых в безответственности (поскольку считал, что действия полиции могли спровоцировать более серьёзные беспорядки). Молодой депутат был обвинён в оскорблении должностного лица (статья 341 Уголовного кодекса Италии) и в организации собрания без предуведомления властей (статья 18 свода законов об общественной безопасности), но проведённое парламентской комиссией расследование завершилось без привлечения Наполитано к какой-либо форме ответственности.

### В Европейском парламенте
В 1989—1992 годах — член фракции Европейские объединённые левые Европарламента, в 1999 году вновь был избран в Европарламент (по списку партии Левые демократы) и до 2004 года входил во фракцию Прогрессивный альянс социалистов и демократов.

### В правительстве
C 17 мая 1996 по 21 октября 1998 года Наполитано занимал должность министра внутренних дел в первом правительстве Романо Проди (24 мая 1996 года на него одновременно были возложены обязанности по координации гражданской обороны).
Будучи министром, инициировал вместе с министром социальной солидарности Ливией Турко так называемый «закон Турко-Наполитано» (закон № 40 от 6 марта 1998 года), призванный поощрять легальную иммиграцию в Италию и препятствовать нелегальной. В соответствии с этим нормативным актом была создана сеть центров временного пребывания (Centri di Permanenza Temporanea), в которых желающие въехать в Италию без документов должны были находиться в течение 30 дней и, в случае невозможности установить их личность за этот срок, подлежали депортации в течение 15 дней.

### Сенатор
Пожизненный сенатор с 23 сентября 2005 по 2006 год (по назначению президента) и с 14 января 2015 года до своей смерти 22 сентября 2023 года.

### Смерть
Скончался 22 сентября 2023 года в Риме, в клинике, на 99-м году жизни. Похоронен на Римском некатолическом кладбище, рядом с Антонио Грамши и Андреа Камиллери.

## Президентство
Избран президентом страны 10 мая 2006 года в 4-м туре голосования, вступил на должность 15 мая. На президентском посту во время итальянского правительственно-парламентского кризиса 2008 года, когда парламент выразил недоверие правительству, не принял отставку Романо Проди и распустил парламент.
Вторично сыграл важную роль в управлении страной в 2011 году, предложив на пост премьер-министра Марио Монти, — как отмечалось в New York Times, тем самым Наполитано «оркестровал одну из самых сложных политических перестановок в послевоенной Италии, оставаясь ключевым гарантом политической стабильности».
В шестом туре президентских выборов в Италии, 20 апреля 2013 года, 87-летний Джорджо Наполитано стал первым в истории Италии переизбранным президентом. 22 апреля принял присягу.
Резонансным было решение 13 августа 2013 года, принятое президентом. Он отказал в помиловании бывшему премьер-министру Италии Сильвио Берлускони.
В период своего президентства Наполитано назначил пятерых премьер-министров: Романо Проди (2006—2008), Сильвио Берлускони (2008—2011), Марио Монти (2011—2013), Энрико Летта (2013—2014), Маттео Ренци (с 2014). Кроме того, он назначил пятерых судей Конституционного суда: Паоло Гросси (17 февраля 2009), Марту Картабья (2 сентября 2011), Джулиано Амато (12 сентября 2013), Дариа де Претис (18 октября 2014), Николо Дзанона (18 октября 2014) и пятерых пожизненных сенаторов: Марио Монти (9 ноября 2011), а также на общей церемонии 30 августа 2013 года — Клаудио Аббадо, Елену Каттанео, Ренцо Пиано и Карло Руббиа.
В конце 2014 года Наполитано заявил, что он в течение нескольких недель уйдёт в отставку.
14 января 2015 года в 10:35 подписал акт о своей отставке с поста президента Италии.

## В отставке
В августе 2015 года Наполитано посредством обмена открытыми письмами вступил в полемику с известным журналистом, одним из основателей газет l’Espresso и La Repubblica Эудженио Скальфари, доказывая необходимость реформы Сената, которую проводит через парламент премьер-министр Маттео Ренци (в частности, Наполитано высказал несогласие с утверждением оппонента, что упомянутые изменения несут угрозу демократии).

## Семья
- Отец — Джованни Никола Северино Наполитано (1883—1955), адвокат, поэт и эссеист.
- Мать ─  Каролина Боббио.

Родители поженились в Неаполе 30 января 1921 года.
- Жена ─ Клио Мария Биттони (1934─2024), адвокат.

Клио родилась в Кьяравалле. Её родители, Амлето Биттони (итал. Amleto Bittoni) и Дива Кампанелла (итал. Diva Campanella), были политзаключёнными фашистского режима. Они назвали её в честь дочери их друга, грека по национальности, находившегося с ними в заключении. Однако, поскольку католической святой с именем Клио нет, впоследствии бабушка тайно крестила её под именем Мария.
В 1959 году Наполитано женился на Клио Марии Биттони с совершением гражданской церемонии в муниципалитете Рима.
- Сыновья ─ Джованни (род. 1961) и Джулио (род. 1969) не были ими крещены[37].

## Награды
| Страна     | Дата вручения         | Награда                                                                   | Награда                                                                   | Ссылки  |
| ---------- | --------------------- | ------------------------------------------------------------------------- | ------------------------------------------------------------------------- | ------- |
| Ватикан    |                       | Цепь ордена Пия IX                                                        | Цепь ордена Пия IX                                                        |         |
| Сирия      |                       | Кавалер ордена Омейядов                                                   | Кавалер ордена Омейядов                                                   |         |
| Италия     | 28 октября 1998 года— | Кавалер Большого креста ордена «За заслуги перед Итальянской Республикой» | Кавалер Большого креста ордена «За заслуги перед Итальянской Республикой» | [ 38 ]  |
| Испания    | 1998—                 | Большой крест ордена Изабеллы Католички                                   | Большой крест ордена Изабеллы Католички                                   |         |
| Литва      | 21 апреля 2004 года—  | Командор ордена «За заслуги перед Литвой»                                 | Командор ордена «За заслуги перед Литвой»                                 | [ 39 ]  |
| Словакия   | 27 февраля 2007 года— | Орден Двойного белого креста 1 класса                                     | Орден Двойного белого креста 1 класса                                     |         |
| Монако     | 2007—                 | Большой крест ордена Святого Карла                                        | Большой крест ордена Святого Карла                                        |         |
| Австрия    | 2007—                 | Большая звезда Почёта за Заслуги перед Австрийской Республикой            | Большая звезда Почёта за Заслуги перед Австрийской Республикой            |         |
| Турция     | 2009—                 | Орден Республики Турция 1 класса                                          | Орден Республики Турция 1 класса                                          |         |
| Швеция     | 2009—                 | Орден Серафимов                                                           | Орден Серафимов                                                           | RSerafO |
| Румыния    | 2011—                 | Цепь ордена Звезды Румынии                                                | Цепь ордена Звезды Румынии                                                |         |
| США        | 2011—                 | Президентская медаль Свободы                                              | Президентская медаль Свободы                                              |         |
| Нидерланды | 2012—                 | Большой крест ордена Нидерландского льва                                  | Большой крест ордена Нидерландского льва                                  |         |
| Франция    | ноябрь 2012—          | Большой крест ордена Почётного легиона                                    | Большой крест ордена Почётного легиона                                    |         |
| Польша     | 6 июня 2012 года—     | Орден Белого орла                                                         | Орден Белого орла                                                         | [ 40 ]  |
| Палестина  | 2013—                 | Большая лента ордена Звезды Палестины                                     | Большая лента ордена Звезды Палестины                                     |         |
| Албания    | март 2014—            | Орден Скандербега 1 класса                                                | Орден Скандербега 1 класса                                                |         |
| Израиль    | 9 июня 2014 года—     | Президентская медаль Почёта                                               | Президентская медаль Почёта                                               |         |
| Сан-Марино | 13 июня 2014 года—    | Цепь ордена Святого Марина                                                | Цепь ордена Святого Марина                                                |         |